# Franck Maurice (handball)
Pour les articles homonymes, voir Franck Maurice (homonymie) et Maurice.

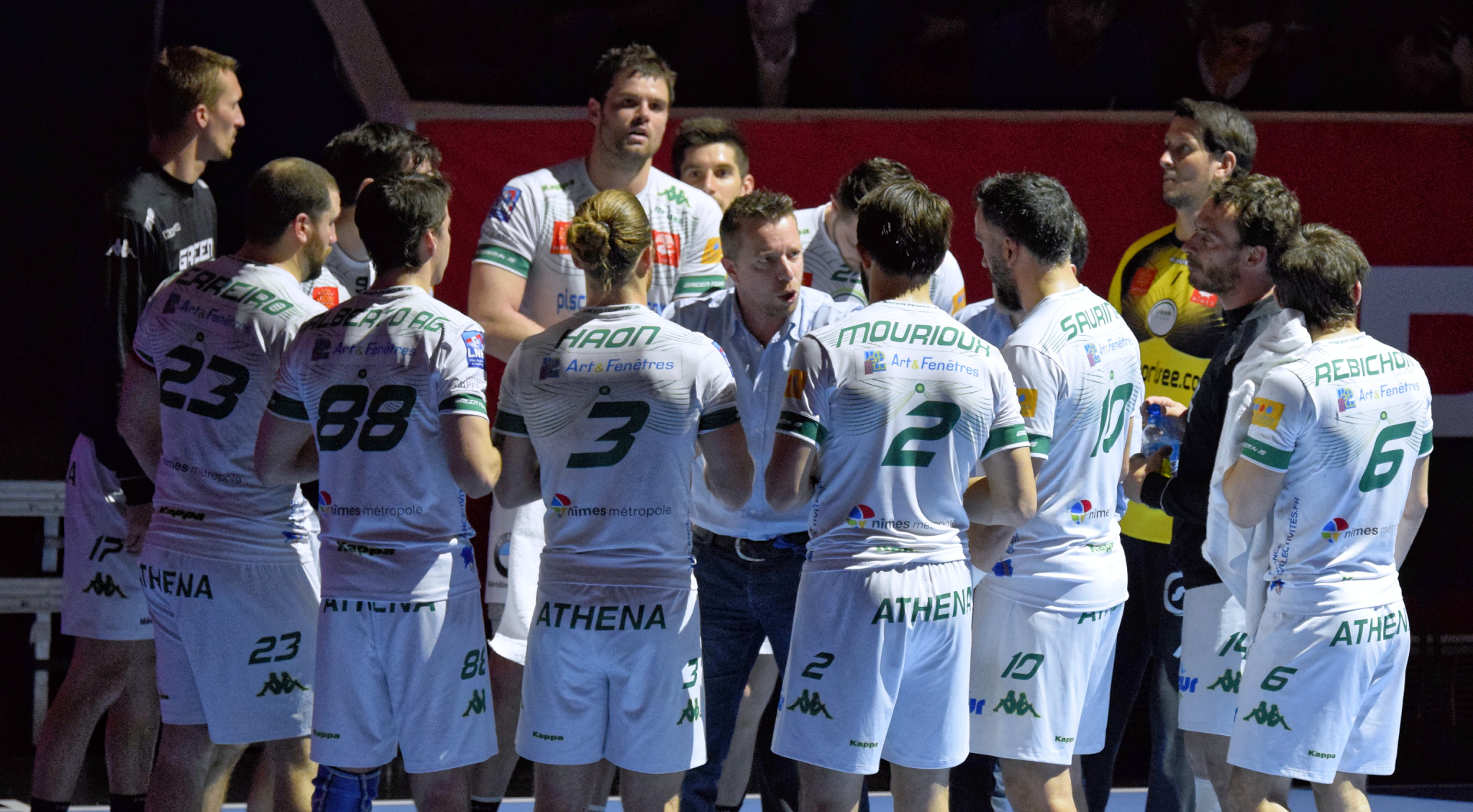
Franck Maurice au milieu de ses joueurs de l'USAM Nîmes Gard, le 11 mars 2015.

Franck Maurice, né le 10 décembre 1971 dans le 8e arrondissement de Paris, est un ancien handballeur international français évoluant au poste d'ailier gauche ou de demi-centre.
Reconverti entraîneur, il a été à la tête de l'ES Besançon puis de l'US Saintes pendant de nombreuses saisons en Division 2. En novembre 2014, il est nommé entraîneur principal de l'USAM Nîmes Gard. De 2022 à 2025, il est l'entraîneur du Dunkerque Handball Grand Littoral.

## Biographie
Né en 1971, le jeune Franck Maurice habite Gagny et se retrouve vite à pousser les portes du gymnase Marcel-Cerdan où évolue l'USM Gagny, le meilleur club français des années 1980. 
Formé au Gagny, il joue ses premiers matchs professionnels avec le club gabinien. Si le club n'a alors plus son lustre d'antan, les bonnes performances de Franck Maurice  sont remarquées puisqu'il est sélectionné en équipe de France en 1994. 
L'année suivante, après quatorze saisons à Gagny dont plusieurs en tant que capitaine, il rejoint l'US Ivry avec lequel il remporte la Coupe de France en 1996 et le championnat en 1997. Entre-temps, profitant de la retraite internationale d’Eric Quintin et des blessures de Raoul Prandi et Stéphane Cordinier, il participe au Championnat d'Europe 1996, terminé à la septième place, mais n’est pas retenu pour les Jeux olympiques d’Atlanta trois mois plus tard.
En 1997, il prend la direction de l'AC Boulogne-Billancourt, promu en D1, puis de l'OM 13 CR promu en D2, et enfin l'USAM Nîmes entre 1999 et 2002 avec lequel il devient champion de France de D2 en 2001.
En 2002, alors qu'il lui reste un an de contrat à Nîmes, il apprend que Pôle Espoir de Besançon cherche un technicien pour le pôle masculin. Il décide de sauter le pas puis en 2006 dirige l'ES Besançon. Dès la première saison, il permet au club de retrouver la Division 2.
En 2008, il prend la direction de Saintes pour cinq saisons. Élu coach de l'année en ProD2 en 2010, il est contraint de quitter le club en 2013 après un dépôt de bilan. En formation à l'INSEP avec Jérôme Chauvet, l'entraîneur de l'USAM Nîmes Gard, ce dernier lui apprend que Nîmes cherchait quelqu'un pour diriger son centre de formation. Il intègre donc le club, notamment dans le but « d’être connu de tout le monde si jamais un jour il [Chauvet] venait à quitter son poste ». Et effectivement, en novembre 2014, Jérôme Chauvet est démis de son poste au profit de Franck Maurice qui prend alors la tête de l'équipe élite. Il permet ainsi au club Nîmois de retrouver de meilleurs résultats, avec notamment une deuxième place à l'issue des matchs aller en Championnat de France 2017-2018 puis une finale de Coupe de France en 2018. La saison suivante, l'USAM termine cinquième du Championnat, synonyme de qualification en coupe d'Europe, 25 ans après leur dernière participation. Si le club parvient à atteindre la phase de groupe et est en course pour une qualification en quart de finale, la coupe de l'EHF comme toutes les autres compétitions sont arrêtées à cause de la pandémie de Covid-19. C'est ainsi que l'USAM, troisième du Championnat de France au moment de l'arrêt, retrouve les sommets, juste devant le Montpellier Handball.
Dès le début de saison 2021/2022, la question de son départ de Nîmes est évoqué et après plusieurs semaines de rumeurs, sa signature au Dunkerque Handball Grand Littoral à partir de l'été 2022 est confirmée,, formant un duo avec Tarik Hayatoune. Il est finalement limogé par l'USAM le 28 mars 2022.
Au début de la saison 2024-2025, le Dunkerque HGL annonce qu'il ne sera pas prolongé au terme de la saison et sera remplacé par son adjoint Tarik Hayatoune.

## Palmarès de joueur

### En équipe nationale
- 21 sélections en équipe de France entre 1994 et 1996
- 7e place au Championnat d'Europe 1996

### En club
Compétitions internationales
- Demi-finaliste de la Coupe d'Europe des vainqueurs de coupe en 1997

Compétitions nationales
- Vainqueur du Championnat de France (1) : 1997 (avec US Ivry).
- Vainqueur de la Coupe de France (1) : 1996 (avec US Ivry).
- Vainqueur du Championnat de France de deuxième division (1) : 2001 (avec USAM Nîmes).

## Palmarès d'entraîneur
- finaliste de la Coupe de France en 2018
- troisième du Championnat de France 2019-2020